# Marquigny
Marquigny – miejscowość i gmina we Francji, w regionie Grand Est, w departamencie Ardeny.
Według danych na rok 2018 gminę zamieszkiwały 83 osoby, a gęstość zaludnienia wynosiła 12 osób/km².

## Demografia

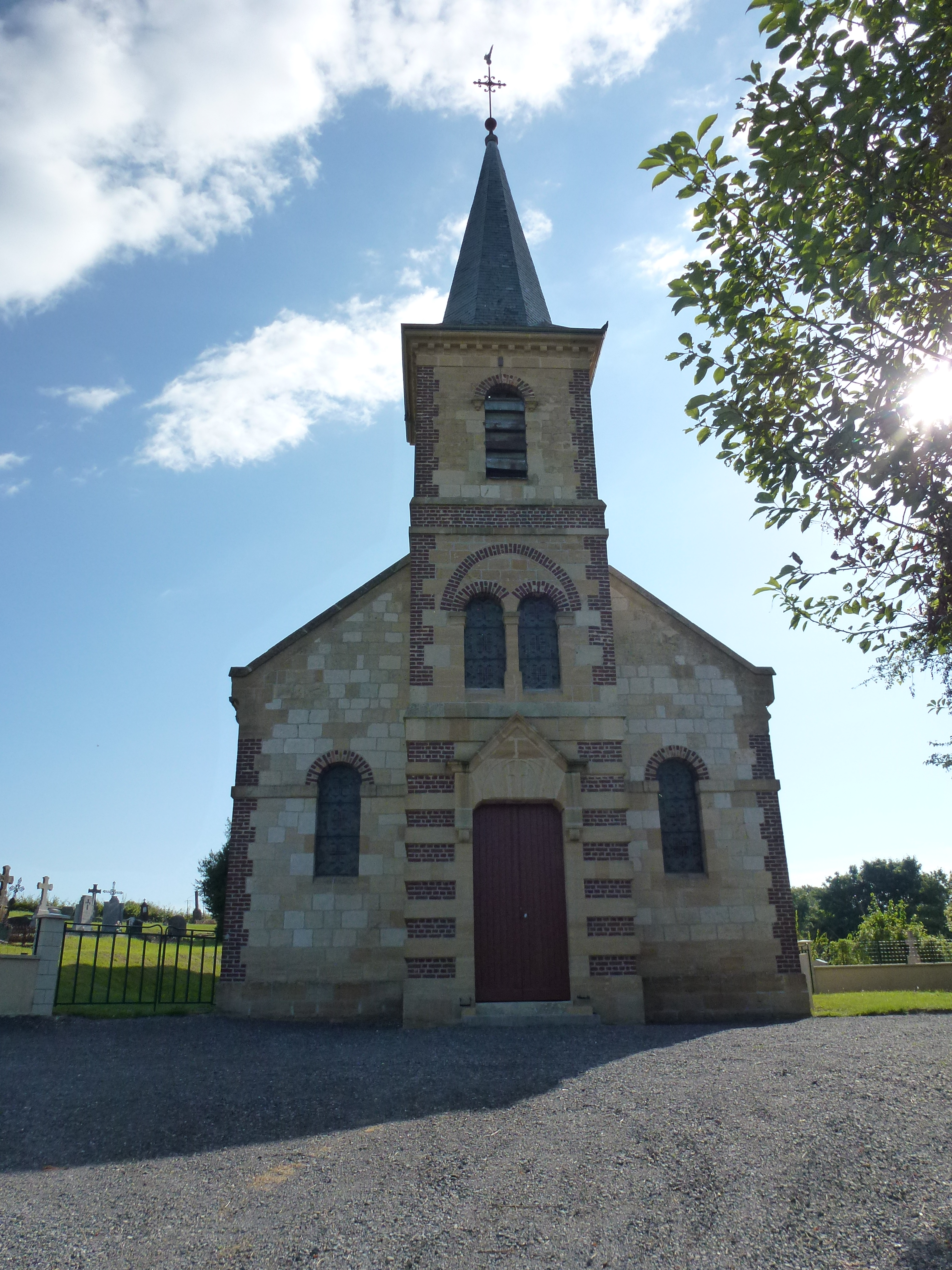
Kościół w gminie Marquigny

Ludność według grupy wiekowej:
| Wiek            | 2007 | %    | 2012 | %    | 2017 | %    |
| --------------- | ---- | ---- | ---- | ---- | ---- | ---- |
| 0 - 14 lat      | 9    | 13,6 | 19   | 21,3 | 13   | 15,5 |
| 15 - 29 lat     | 7    | 10,6 | 8    | 9    | 12   | 14,3 |
| 30 - 44 lat     | 14   | 21,2 | 14   | 15,7 | 14   | 16,7 |
| 45 - 59 lat     | 14   | 21,2 | 23   | 25,8 | 19   | 22,6 |
| 60 - 74 lat     | 13   | 19,7 | 14   | 15,7 | 12   | 14,3 |
| 75 lat i więcej | 9    | 13,6 | 11   | 12,4 | 14   | 16,7 |

Ludność historyczna:
| Rok                             | 1982 | 1990 | 1999 | 2007 | 2012 | 2017 |
| ------------------------------- | ---- | ---- | ---- | ---- | ---- | ---- |
| Populacja                       | 70   | 64   | 65   | 66   | 89   | 84   |
| Średnia gęstość (mieszk. / Km²) | 10,5 | 9,6  | 9,8  | 9,9  | 13,4 | 12,6 |